# Сельское поселение Степаньковское
Сельское поселение Степанько́вское — упразднённое в 2015 году муниципальное образование в Шаховском районе Московской области России. Административный центр — деревня Степаньково.
Глава сельского поселения — Кондауров Андрей Викторович.

## Население
| 2006  | 2007  | 2008  | 2009  | 2010  | 2011  | 2012  |
| ----- | ----- | ----- | ----- | ----- | ----- | ----- |
| 3006  | ↗3459 | ↘3444 | ↗3447 | ↘3302 | ↗3364 | →3364 |
| 2013  | 2014  | 2015  |       |       |       |       |
| →3364 | ↗3475 | ↗3533 |       |       |       |       |

## История
Образовано в 2006 году в ходе Муниципальной реформы. В состав поселения вошли территории 47 населённых пунктов позже упразднённых Бухоловского, Волочановского, Серединского, Белоколпского, Косиловского и Судисловского сельских округов.
До революции территория сельского поселения Степаньковское входила в состав Волоколамского уезда Московской губернии.
Основным занятием жителей традиционно являлось сельское хозяйство.
Значительная часть земель поселения (село Волочаново, деревни Борисовка, Малинки, Рябинки, хутора Варваринский, Васильевский, Сергиевский) принадлежали графскому роду Шереметевых (Варваре Петровне Шереметевой, Василию Владимировичу Шереметеву, Борису Сергеевичу Шереметеву, Сергею Дмитриевичу Шереметеву).
Первый совхоз в Московской области возник в 1918 году на землях поселения, это был совхоз «Волочаново».
В 1941 году на территории поселения воевал с фашистами партизанский отряд им. Павла.
Законом Московской области от 26 октября 2015 года № 178/2015-ОЗ «Об организации местного самоуправления на территории Шаховского муниципального района» сельское поселение Степаньковское, равно как и другие внутрирайонные муниципальные образования, было упразднено, а все населённые пункты поселения вошли в состав вновь образованного на территории района городского округа Шаховская.

## География
Располагалось в средней части Шаховского района.
Муниципальное образование граничило на севере с городским поселением Шаховская и сельским поселением Раменское, на юге — с сельским поселением Серединское, на западе — с Гагаринским районом Смоленской области и Зубцовским районом Тверской области, на востоке — с сельскими поселениями Ярополецкое и Спасское Волоколамского района.
Площадь территории — 384,53 км².

## Экономика и инфраструктура
В деревне Степаньково работает Муниципальное учреждение культуры «Степаньковский центральный сельский Дом культуры» с четырьмя филиалами — сельскими клубами в деревнях Бурцево, Бухолово, Якшино и селе Черленково.

## Состав сельского поселения
В границы сельского поселения Степаньковское входили следующие населённые пункты Шаховского района Московской области:
| Вид     | Наименование        | Население, 2010 г., чел. | Бывшая административная единица |
| ------- | ------------------- | ------------------------ | ------------------------------- |
| деревня | Андреевское         | 2                        | Бухоловский сельский округ      |
| деревня | Березенки           | 2                        | Бухоловский сельский округ      |
| деревня | Борисовка           | 66                       | Волочановский сельский округ    |
| деревня | Бролино             | 8                        | Волочановский сельский округ    |
| деревня | Брюханово           | 3                        | Бухоловский сельский округ      |
| деревня | Бурцево             | 97                       | Бухоловский сельский округ      |
| деревня | Бухолово            | 40                       | Бухоловский сельский округ      |
| деревня | Бушуевка            | 2                        | Волочановский сельский округ    |
| деревня | Варварино           | 0                        | Косиловский сельский округ      |
| деревня | Вишенки             | 18                       | Волочановский сельский округ    |
| деревня | Волочаново          | 220                      | Волочановский сельский округ    |
| деревня | Высоково            | 4                        | Бухоловский сельский округ      |
| деревня | Дашково             | 3                        | Волочановский сельский округ    |
| деревня | Дубровино           | 24                       | Бухоловский сельский округ      |
| деревня | Дятлово             | 15                       | Серединский сельский округ      |
| деревня | Замошье             | 0                        | Волочановский сельский округ    |
| деревня | Ивановское          | 5                        | Бухоловский сельский округ      |
| деревня | Игнатково           | 6                        | Бухоловский сельский округ      |
| деревня | Кобылино            | 17                       | Бухоловский сельский округ      |
| деревня | Козлово             | 7                        | Бухоловский сельский округ      |
| деревня | Красный Берег       | 11                       | Волочановский сельский округ    |
| деревня | Кунилово            | 0                        | Волочановский сельский округ    |
| деревня | Малинки             | 13                       | Волочановский сельский округ    |
| деревня | Муриково            | 909                      | Волочановский сельский округ    |
| посёлок | Муриковский Разъезд | 1                        | Судисловский сельский округ     |
| деревня | Назарьево           | 117                      | Бухоловский сельский округ      |
| деревня | Новиково            | 1                        | Бухоловский сельский округ      |
| деревня | Обухово             | 104                      | Волочановский сельский округ    |
| деревня | Павловское          | 0                        | Бухоловский сельский округ      |
| деревня | Паново              | 61                       | Волочановский сельский округ    |
| деревня | Пыщерово            | 0                        | Волочановский сельский округ    |
| деревня | Ржищи               | 4                        | Волочановский сельский округ    |
| деревня | Рождественно        | 27                       | Бухоловский сельский округ      |
| деревня | Рябинки             | 163                      | Волочановский сельский округ    |
| деревня | Сизенево            | 4                        | Бухоловский сельский округ      |
| посёлок | станции Бухолово    | 24                       | Бухоловский сельский округ      |
| деревня | Стариково           | 5                        | Белоколпский сельский округ     |
| деревня | Степаньково         | 982                      | Бухоловский сельский округ      |
| деревня | Сутоки              | 4                        | Серединский сельский округ      |
| деревня | Татаринки           | 14                       | Бухоловский сельский округ      |
| деревня | Ховань              | 44                       | Волочановский сельский округ    |
| село    | Черленково          | 138                      | Серединский сельский округ      |
| деревня | Чухолово            | 6                        | Бухоловский сельский округ      |
| деревня | Щемелинки           | 16                       | Бухоловский сельский округ      |
| деревня | Якшино              | 115                      | Бухоловский сельский округ      |

## Герб и флаг
21 августа 2008 года решением Совета депутатов сельского поселения Степаньковское № 3/1 был принят герб сельского поселения Степаньковское, который имеет следующее описание: «В серебряном поле над червленой, мурованной золотом, оконечностью — зелёный лавровый венок, внутри которого в червленом поле — раскрытая серебряная книга, поверх которой — золотое гусиное перо в столб.» Тогда же решением № 3/2 был принят аналогичный флаг сельского поселения.

## Знаменитые земляки
- Семёнов Сергей Терентьевич (16 марта 1868 — 3 декабря 1922) — писатель-самородок, который родился в деревне Андреевское и о творчестве которого высоко отзывались Л. Н. Толстой, А. П. Чехов, А. М. Горький.[22]